# Cephalotermes rectangularis
Cephalotermes rectangularis (лат.) — вид термитов, единственный в составе рода Cephalotermes подсемейства Cylindrotermitinae из семейства Termitidae. Афротропика.

## Описание
Мелкие термиты. Голова солдата удлиненная, субпрямоугольная, лишена лобного выступа, покрыта короткими щетинками; мандибулы короткие, кусательно-режущего типа. Усики состоят из 14 члеников у имаго, 12 члеников у солдат и 13 члеников у рабочих. Глаза у солдат отсутствуют и фонтанелла едва обозначена, очень нечеткая, маленькая; переднеспинка маленькая, седловидная; церки маленькие, стили отсутствуют. Передние голени с 3 срединными и внутренними шипами, с 2 вершинными шипами.
Голова имаго овальная, слегка суженная кпереди; лоб плоско-куполообразный, незначительно вдавлен перед фонтанеллой; глаза среднего размера, плоские; оцеллии средней величины; фонтанелла маленькая, отчетливая, в центре головы; базальная часть наличника умеренно выпуклая, почти такой же длины, как половина его ширины, выпуклая сзади, прямая спереди..
Cephalotermes строит холмики и образует крупные колонии с небольшим количеством солдат, возглавляемые одним королем и одной чрезвычайно физогастричной королевой, которая теряет способность ползать по мере созревания колонии.

## Распространение
Встречаются в Афротропике: Бенин; Камерун; Конго; Демократическая Республика Конго; Габон; Берег Слоновой Кости; Нигерия; Сан-Томе и Принсипи.

## Систематика
Вид был впервые описан в 1899 году шведским натуралистом Ингве Шёстедтом (1866—1948) и в 1912 году итальянский энтомолог Филиппо Сильвестри выделил его в отдельный род Cephalotermes Silvestri, 1912. Таксон рассматривали в составе подсемейства Termitinae в родовой группе Amitermes. В 2024 году в ходе реклассификации современных групп термитов таксон был выделен в отдельное подсемейство Cylindrotermitinae в составе 2 родов.